# Vărbilău
Vărbilău es una comuna ubicada en el distrito de Prahova, Rumania.

## Superficie
Posee una superficie de 42,06 kilómetros cuadrados.

## Demografía
Hasta 2021 la población era de 5896 habitantes, con una densidad de población de 140,2 habitantes por kilómetro cuadrado.